# 宇都宮第一東宝

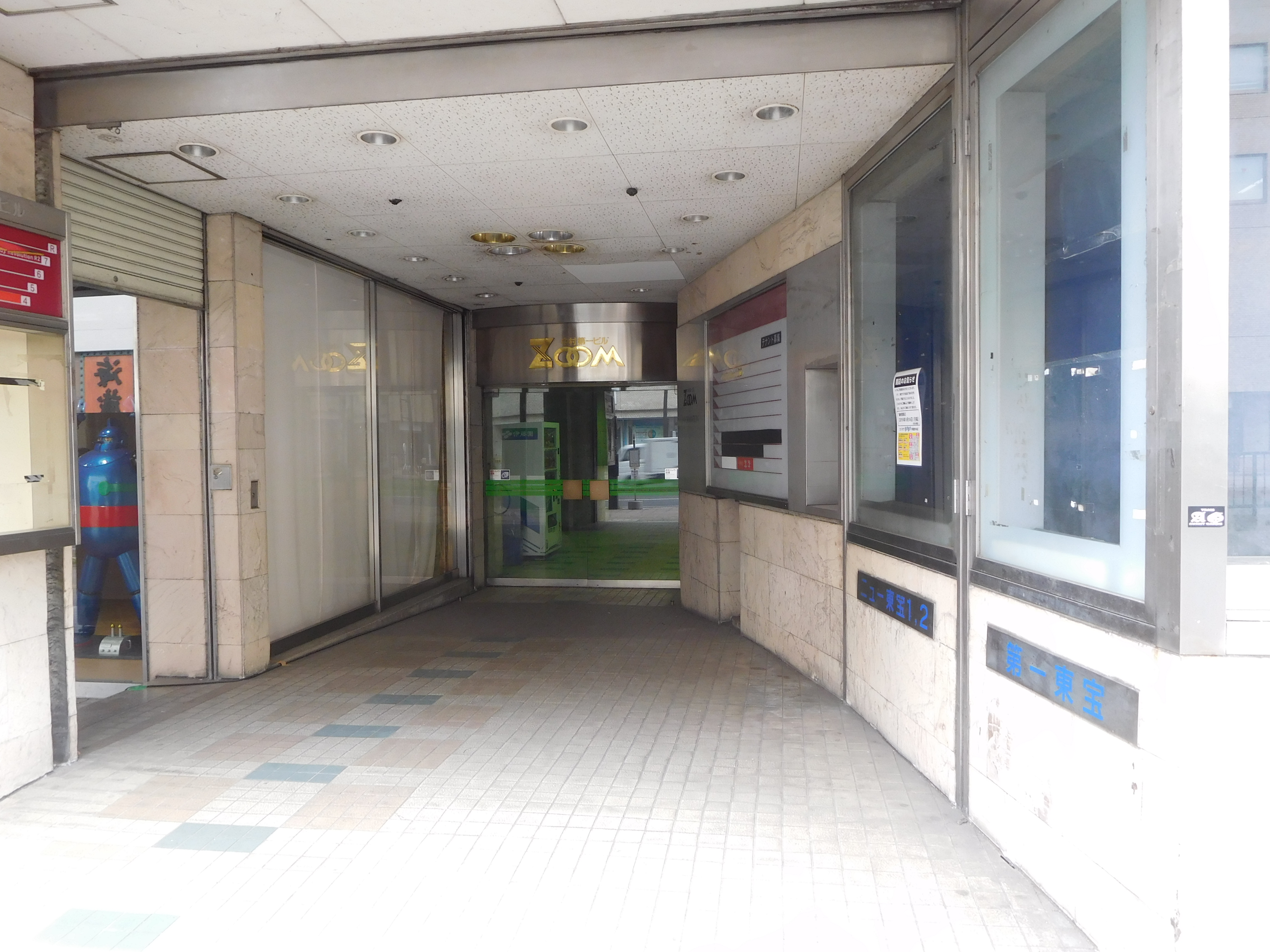
ビル入り口に残る「宇都宮第一東宝」の看板

宇都宮第一東宝（うつのみやだいいちとうほう）は、かつて栃木県宇都宮市池上町に存在した東宝系の映画館。

## 来歴
1949年、「第一東宝映画劇場」として開業。
昭和30年代は、現在地に2階建てで、2階が映写室であった。
1967年、中村第一ビルに建て替えられ、同ビルの5階に「第一東宝」「ニュー東宝」として移転。その後1999年に「ニュー東宝2」を増設し3館体制となる。栃木県内における東宝系のチェーンマスターとして『ゴジラ』『ドラえもん』『クレヨンしんちゃん』『劇場版ポケットモンスター』などのシリーズ物から、『となりのトトロ』『もののけ姫』『千と千尋の神隠し』などのスタジオジブリ作品に至るまで数々のヒット作を上映してきた。年間売上金額は平均3億円で、『千と千尋の神隠し』を上映した2001年は立ち見の観客が続出し、5億円に達した。
2003年11月22日にライバル会社である松竹系シネマコンプレックス「MOVIX宇都宮」がFKDショッピングモール宇都宮インターパーク店に開館し、更に2004年6月19日には東宝直営のシネマコンプレックスである「TOHOシネマズ宇都宮」がベルモールに開館したため、次第に業績が低下。2006年の売上高は約4000万円に落ち込んだ。観客動員数の減少と赤字経営に歯止めがかからず、2007年11月30日をもって休館した。最終興行として同年11月23日から30日まで『怪獣島の決戦 ゴジラの息子』『伊豆の踊子』『乱れ雲』『南太平洋の若大将』などの名作が特別上映され、58年の歴史に幕を閉じた。閉館に際し、代表社員は継続に向けて考えたが、起死回生の策はなかったと語った。
本館閉館から2ヵ月後の2008年1月25日には「宇都宮テアトル」（1981年竣工のラッキープラザ内（建物所有は同所のラッキー商会）に設置され、2001年までは名前の通り東京テアトルが運営していた。その後映画館は別会社に売却され運営されていた。）も閉館したため、宇都宮市内中心部にある既存の映画館は「宇都宮ヒカリ座」のみとなった。

## 各館の特徴
- 第一東宝
定員431人。東宝の邦画を主に上映。1ヵ月に1作の割合で新作が上映されていた。
- ニュー東宝
定員228人。主に洋画と前評判の高い邦画を上映。日比谷スカラ座や日比谷映画系の作品が多かった。
- ニュー東宝2
定員70人。規模の小ささからか、やや特徴のある邦画と洋画が上映されていたが、最末期には『乱歩地獄』[4]『ミラクルバナナ』[5]『歌謡曲だよ、人生は』[6]などミニシアター系作品の上映が目立った。